# エンタメバラエティ THE☆ヒット情報
エンタメバラエティ THE☆ヒット情報（エンタメバラエティ ザ・ヒットじょうほう）は2010年4月5日から2016年3月25日までRKB毎日放送（RKBラジオ）で放送されていた平日午後の音楽ワイド番組である。

## 番組概要
1969年（昭和44年）10月6日から2010年（平成22年）4月2日まで40年半の長きにわたり放送されてきたRKBラジオの長寿ワイド番組「歌謡曲ヒット情報」を大幅にリニューアル。「歌謡曲ヒット情報」のコンセプトを継承しつつ、最新の音楽情報やエンターテインメント情報を放送する。
「歌謡曲ヒット情報」時代は全期間一貫して男性パーソナリティだけの番組であったが、リニューアル後、初の女性パーソナリティとして同局の武田早絵アナウンサーが起用された（2012年春まで出演）。
2016年3月25日をもって放送を終了。「歌謡曲ヒット情報」を含めて47年6ヵ月に渡って番組の歴史に終止符が打たれることになった。これにあわせ、同年3月21日には「RKBラジオ ホリデースペシャル 47年間ありがとう！さよならザ・ヒット情報」と題した特別番組が放送された。

### 各曜日の内容
- 月曜日：ラウンドトリップ ベスト10!･･･RKBラジオの現在と過去のベスト10を交互に紹介
- 火曜日：音魂チョイス
- 水曜日：元気の出るラジオ･･･元気が出る音楽を選曲
- 木曜日：心が動くラジオ
- 金曜日：オールリクエスト特集･･･その名の通り、リスナーからリクエストを募集

## 放送時間
- 月曜日 - 金曜日 13:00 - 16:30（JST）
  - 毎年7月 - 9月は「ウィ・ラブ・ヒューマン」放送のため5分短縮され、16:25までとなっている。
  - 祝日はRKBラジオ ホリデースペシャルまたはRKBエキサイトホークス（ホークスデーゲーム中継）に差し替えられるので当番組は休止される（但し内含されているJRNテープネット番組はホークスデーゲーム中継がない場合は「ホリデースペシャル」にそのまま内含する形で平日と同時間帯に放送。ホークスデーゲーム中継がある場合は当該帯のテープネット番組が一部別時間帯に移動する事がある）。
  - なお、祝日以外の平日にホークスのデーゲーム（対日本ハム戦ビジターの地方開催など）がある場合は、当該デーゲームの生中継は行わないため、本番組を通常通り放送する（ただし、当該デーゲームを、ナイターの時間帯に録音中継する場合あり）。

## パーソナリティ
2016年3月（放送終了）時点。※は「歌謡曲ヒット情報」から続投。
- 仲谷一志（月曜 - 水曜担当　通称：トシ坊）※
- 西田たかのり（月曜・火曜担当　通称：ニシやん）※
- 米岡誠一（木曜・金曜担当　通称：いのしし）
- コンバット満（月曜担当）
- 中澤裕子（火曜担当／2014年10月 - 2015年3月、2015年10月 - ）
- 山田としあき（水曜担当／2013年10月 - ）
- 角野友紀（水曜担当／2015年4月 - ）
- ゴリけん（水曜→木曜担当／2012年4月 - ）
- 佐藤巧（木曜担当／2015年10月 - ）
- 宮脇憲一（金曜担当　通称：ケンちゃん）※

番組タイトルコールや番組進行役は月曜日・水曜日を仲谷一志、火曜日を西田たかのり、金曜日を宮脇憲一が担当する。

### 過去のパーソナリティ
- 櫻井浩二（通称：サクジー）
- 武田早絵（通称：さえぽん）
- 田畑竜介（通称：たばっち）
- 田中友英（月曜担当　通称：ともさん／出演休止期間あり（2011年10月 - 2013年3月））
- 下地敏雄（木曜担当／2012年4月 - 2013年3月）
- 植村友紀（月曜・火曜→火曜・水曜担当　通称：ゆうき／2011年10月 - 2013年9月）
- あべやすみ（水曜 - 金曜担当　通称：あべちゃん／1995年 - 2015年3月）
- 明光院昌子（火曜担当／2015年4月 - 9月）

## 番組終了までのコーナー及びタイムテーブル
- 13:05 RKBヘッドライン
- 13:15 今日の検索くん･･･インターネットの投稿記事をパーソナリティなりに取り上げ、トークする
- 13:25 交通情報
- 13:32 ドライバーズ・リクエスト（TBSラジオ制作）
- 13:45 ジャパネットたかたラジオショッピング
- 14:00 RKBヘッドライン
- 14:05 クイズ5分の2･･･エンタメに関する問題を毎日1問ずつ出題。5問中、正解数の多い人ほどプレゼントの当選率が上がる。
- 14:15 ヒット人物ピックアップ･･･話題の芸能人をパーソナリティ独自の目線でピックアップしトークする。本人が電話出演する事もある
- 14:30 よろず相談文殊の知恵･･･リスナーからの悩みや相談をパーソナリティ3人が受ける
- 14:40 ラジオショッピング
- 14:50 ゲストコーナー（不定期）
- 15:00 RKBヘッドライン
- 15:04 ごご3時の主張
  - 月曜・池尻和佳子の「ジリーズ・EYE」
  - 火曜・（不明）
  - 水曜・植村友紀の「ユウキスタイル」
  - 木曜・明光院昌子の「マチャコの男と女の＊＊（チョメチョメ）タイム」
  - 金曜・宮脇憲一の「スキマボタン？」
- 15:15 ヒット街角レポート（リポーター：竹下明子）
  - 火曜・竹下明子のつゆさえあれば大丈夫！（ニビシ醤油提供）･･･竹下明子がニビシ醤油の商品を使って、オリジナル料理に挑戦する
  - 木曜・オフィスにおみやげ博多ぽてと（博多ぽてと提供）･･･エリア内の会社に訪れ、博多ぽてとをプレゼントし、インタビューをする
  - 第1･第3金曜・ステーション ストーリー（マイング博多駅名店街、博多駅地下街提供）･･･「マイング博多駅名店街」と「博多駅地下街」のお店を紹介する
- 15:25 交通情報
- 15:45 ラジオショッピング･･･RKBラジオ主体の「RKBラジオショッピング」が多い、その際にはショッピングリポーターとして中島リカが登場する
- 16:00 RKBヘッドライン・天気予報
- 16:05 クイズ5分の2〜ヒントの時間〜
- 16:10 
  - 月曜・博多座カンゲキ！インフォメーション（月曜、ホークス歌の応援団より移動）･･･博多座の最新情報を紹介する
  - 火・木「なるほどね！ワールド」･･･世界のトピックスを紹介
  - 水曜・「教えて！元気な社長」･･･上記ラジオショッピングでも不定期に登場するちゅら花㈱の河村社長が登場しリスナーの相談に答える、この時間はあべやすみ・仲谷一志と3人で進行
  - 金 『交通事故･ラジオ相談室』福岡県交通事故相談ダイヤルの活動をしている福岡県弁護士会の弁護士を招き、交通事故の損害賠償や適切な自動車保険の請求方法などを紹介するコーナー。
- 16:15 交通情報

### 以前に放送されていたコーナー
- 新婚・竹下明子のヒットだしつゆレシピ･･･竹下明子がニビシ醤油の商品を使って、オリジナル料理に挑戦する
- 「朝倉ももこのめざせ玉の輿」→「麻倉ももこのただ（無料）なら良くてよ」（ごご3時の主張内）
- 田中友英アナの「週刊ブラック新聞」（ごご3時の主張内）
- サエポン（武田早絵）のナンデダロー（ごご3時の主張内）
- 日本列島ほっと通信（TBSラジオ制作／2012年3月終了）
- 小沢昭一の小沢昭一的こころ（TBSラジオ制作／2012年12月終了）